# 新免宗貞
新免 宗貞（しんめん むねさだ）は、戦国時代から安土桃山時代にかけての武将。美作国吉野郡下町村の竹山城を本拠地とする国人・新免氏の当主。父は新免貞重。弟は新免貞弘。子に新免宗貫。

## 生涯
天文10年（1541年）、美作国吉野郡下町村の竹山城を本拠地とする国人である新免貞重の嫡男として生まれる。
永禄元年（1558年）4月28日、赤松晴政が豊福定政に対し、大原保中分と新免弥十兵衛分本役を兵粮料所として免除しているが、この「新免弥十兵衛」が宗貞と考えられている。
永禄年間、美作国吉野郡倉敷を本拠地とする国人・江見秀俊との合戦において、宗貞の弟の新免貞弘が江見秀俊を討ち取った。4月8日に宗貞は貞弘の武功を賞して感状を発給して恩賞を与えることを約束し、6月10日に宗貞は貞弘に大野東分を加増分として与えている。
天正期以降は宗貞が発給した文書が見られない一方で、嫡男の宗貫が感状を発給したり、羽柴秀吉とのやり取りを行っていることから、この頃既に家督を宗貫に譲って隠居していた可能性がある。
天正20年（1592年）4月から始まる文禄・慶長の役において子の宗貫が宇喜多秀家の家老である戸川達安の与力として朝鮮半島に渡海したが、同年12月18日に宗貞は死去した。享年52。